# Kompastermiet
De kompastermiet (Amitermes meridionalis) is een termiet die behoort tot de familie Rhinotermitidae. De soort werd voor het eerst wetenschappelijk beschreven door Walter Wilson Froggatt in 1898. Oorspronkelijk werd de wetenschappelijke naam Termes meridionalis gebruikt.

## Kenmerken
De soldaten hebben een lichaamslengte van 4 tot 6 millimeter. De mandibels van de soldaten hebben een enkel tandachtig uitsteeksel aan de binnenzijde.

## Leefwijze
De soort komt voor in Australië en leeft in drogere vlakten die periodiek overstromen. 

### Nestbouw
De termieten maken nesten van 3 tot 4 meter hoog en 2,5 meter breed. De heuvels hebben een afgeplatte, wigvormige, bladachtige vorm. Een gebied met veel van dergelijke heuvels doet enigszins denken aan een kerkhof.
De nesten zijn altijd zo gebouwd dat de zon op het heetst van de dag op de 'bladrand' van het nest schijnt en niet op het veel grotere oppervlak aan weerszijden. De hoofdassen worden dan ook altijd in noord-zuid-richting aangelegd. Dit dient om oververhitting van het nest te voorkomen. Hieraan heeft de soort zijn naam 'kompastermiet' te danken.